# Nicky Rackard Cup
La Nicky Rackard Cup è la terza serie per importanza del campionato All-Ireland irlandese di hurling. Il torneo è organizzato dal 2005 dalla Gaelic Athletic Association, si disputa nei mesi estivi, con finale a giugno a Croke Park. La squadra campione in carica è Armagh GAA, la quale ha battuto in finale Louth per 3-20 - 1-15, venendo così promossa alla Christy Ring da cui era retrocessa l'anno prima. La vincente del torneo è promossa alla Christy Ring Cup, la perdente dei play out retrocessa alla Lory Meagher Cup.

## Struttura
- Ci sono due partite nel Round 1.
  - Le vincenti avanzano al Round 2.
  - Le perdenti vanno ai quarti di finale.
- Ci sono due partite nel Round 2.
  - I vincitori accedono alle semifinale
  - Gli sconfitti vanno al quarto di finale.
- I due quarti di finale sono più che altro partite di ripescaggio, tra le sconfitte delle due fasi prima citate.
  - Le squadre vincitrici accedono alle semifinali, le sconfitte giocano il play-out. Chi perde è retrocesso alla Lory Meagher.
- Dalle semifinali in poi si procede normalmente. La squadra vincitrice è promossa alla Christy Ring.

## Torneo 2012
Al torneo hanno partecipato Louth, Donegal, Monaghan, Sligo, Armagh and Roscommon.

## Albo d'oro
| Anno         | Data      | Vincitore | Punteggio | Finalista | Punteggio | Stadio              |
| ------------ | --------- | --------- | --------- | --------- | --------- | ------------------- |
| 2005 Details | August 21 | London    | 5-08 (23) | Louth     | 1-05 (8)  | Croke Park, Dublino |
| 2006 Details | August 12 | Derry     | 5-15 (30) | Donegal   | 1-11 (14) | Croke Park, Dublino |
| 2007 Details | August 12 | Roscommon | 1-12 (15) | Armagh    | 0-13 (13) | Croke Park, Dublino |
| 2008 Details | August 3  | Sligo     | 3-19 (28) | Louth     | 3-10 (19) | Croke Park, Dublino |
| 2009 Details | July 11   | Meath     | 2-18 (24) | London    | 1-15 (18) | Croke Park, Dublino |
| 2010 Details | July 3    | Armagh    | 3-15 (24) | London    | 3-14 (23) | Croke Park, Dublino |
| 2011 Details | June 4    | London    | 2-20 (26) | Louth     | 0-11 (11) | Croke Park, Dublino |
| 2012 Details | June 9    | Armagh    | 3-20 (29) | Louth     | 1-15 (18) | Croke Park, Dublino |